# Мостки (Мазовецьке воєводство)
Мо́стки (пол. Mostki) — село в Польщі, у гміні Зволень Зволенського повіту Мазовецького воєводства.
Населення — 411 осіб (2011).
У 1975—1998 роках село належало до Радомського воєводства.

## Демографія
Демографічна структура станом на 31 березня 2011 року:
|          | Загалом | Допрацездатний вік | Працездатний вік | Постпрацездатний вік |
| -------- | ------- | ------------------ | ---------------- | -------------------- |
| Чоловіки | 219     | 60                 | 148              | 11                   |
| Жінки    | 192     | 41                 | 118              | 33                   |
| Разом    | 411     | 101                | 266              | 44                   |